# Sarmiza Bilcescu
Sarmiza Bilcescu (Bucarest, 27 d'abril del 1867 - 26 d'agost del 1935) va ser la primera dona a exercir l'advocacia del seu país (Romania) i una gran defensora de la igualtat entre dones i homes. Va obtenir la llicenciatura en dret a la Universitat de París, i també va ser la primera dona que va obtenir un doctorat en dret en el món.
Va tenir grans dificultats per a poder accedir i culminar els estudis de dret, ja que, a més dels obstacles que li van imposar, també rebia insults i menyspreu per part dels seus companys homes. De vegades, va haver de lluitar per poder accedir a les aules. Ella insistia en la gran contradicció que això significava pels principis de “llibertat, igualtat, fraternitat”, lema de la República Francesa transcrit a la porta de les aules.
Era filla d'una família liberal i progressista. La seva mare s'autodeclarava feminista.
Així, la seva tesi doctoral es va titular “Sobre la condició jurídica de la mare”, en què mostrava totes les contradiccions i la manca de drets de les dones i, molt especialment, de les mares. Va presentar la seva tesi el 12 de juny del 1890, a la Facultat de Dret de París, amb 23 anys.
Va tornar a Romania després de presentar la seva tesi. Allà, el 1891, va presentar la seva sol·licitud per poder exercir l'advocacia, i va ser admesa a l'Associació d'advocats del comtat d'Ilfov (que inclou Bucarest). Però la seva principal tasca des d'aleshores va ser contribuir a la construcció d'escoles i difondre i defensar el dret a l'accés a l'educació de les nenes i els nens del seu país mitjançant beques, sobretot en l'àmbit rural de Romania.
Va fundar, juntament amb altres dones, la Societat romanesa de senyoretes: es declaraven feministes i defensores dels drets de les dones. El 1915, van engegar una campanya a favor d'oferir educació alternativa i addicional a les dones a qui s'havia negat l'accés a l'educació superior.
Sarmiza Bilcescu es va constituir en un exemple per a les dones de Romania i per a moltes dones europees.